# Pag
Pag (italienska: Pago, tyska: Baag) är en ö i Kroatien.   Den ligger i länet Zadars län, i den sydvästra delen av landet, 170 km sydväst om huvudstaden Zagreb. Arean är 305 kvadratkilometer. Pag är en avlång stenig ö med många stränder, små mysiga byar och en berömd och mycket speciell fårost - paški sir.  Pag är Kroatiens femte största ö med en kuststräcka på drygt 270 km. Pag brukar nämnas som Kroatiens stenigaste ö.
Terrängen på Otok Pag är lite kuperad. Öns högsta punkt är 334 meter över havet. Den sträcker sig 46,1 kilometer i nord-sydlig riktning, och 41,8 kilometer i öst-västlig riktning.
Följande samhällen finns på Otok Pag:
- Pag
- Novalja
- Šimuni
- Mandre
- Povljana
- Stari Grad

## Klimat
Klimatet i området är tempererat. Årsmedeltemperaturen i trakten är 14 °C. Den varmaste månaden är juli, då medeltemperaturen är 26 °C, och den kallaste är januari, med 5 °C. Genomsnittlig årsnederbörd är 1 855 millimeter. Den regnigaste månaden är september, med i genomsnitt 246 mm nederbörd, och den torraste är augusti, med 65 mm nederbörd.